# Limiñón (La Coruña)
Limiñón (llamada oficialmente San Salvador de Limiñón) es una parroquia y una localidad española del municipio de Abegondo, en la provincia de La Coruña, Galicia.

## Localización
Localizado en el Municipio de Abegondo, en la Comarca da Coruña, limita al sur con la Parroquia de Cós, del municipio homónimo, al norte y al oeste limita respectivamente con las parroquias de Requián y Piadela, ambas pertenecientes al Municipio de Betanzos, y al este con Bendrade, en el Municipio de Oza-Cesuras.

## Historia
Limiñón (Heletes = frontera del olvido) remonta sus orígenes, a tenor de sus trazos pretoponímicos, a las migraciones micénicas por Europa en los siglos II y III. La presencia de la Vía Per Loca marítima constituye un factor fundamental a la hora de entender la importancia estratégica etnocultural de Limiñón dentro de la región.

## Organización territorial
La parroquia está formada por diecisiete entidades de población, no constando ninguna de ellas en el nomenclátor del Instituto Nacional de Estadística español:
- A Carballeira
- A Carra
- A Fraga
- A Granxa
- As Vielas
- A Xesteira
- Barral
- Cal (O Cal)
- Carreira (A Carreira)
- Chamoín
- Curro (O Curro)
- Limiñón*
- O Casarón
- O Mero
- O Seixo
- Pazo (O Pazo)
- Rombo
- Souto (O Souto)

## Demografía
| Gráfica de evolución demográfica de Limiñón entre 2000 y 2018 |
|                                                               |
| Datos según el nomenclátor publicado por el INE.              |

## Lugares de interés
- Castillo de Porcas.  Se cree que fue levantado por los Andrade durante la segunda mitad del siglo XV, aunque existen diversas hipótesis sobre su origen.[7] Ha sido declarado Bien de Interés Cultural en 1994.[8]

- Camino de Santiago. La aldea es atravesada por un tramo del Camino de Santiago de los Ingleses.

## Festividades
El primer fin de semana de agosto se celebran las fiestas patronales, dedicadas a San Salvador.

## Deporte
Cuenta con una peña de fútbol, conocida como Limiñón CP, cuyo campo actualmente se sitúa en el lugar de O Pazo y ha sido bautizado como "O Carballo", en honor a un trabajador de la empresa que se encargó de la remodelación de los terrenos gratuitamente.
Entre sus éxitos destaca la victoria en el Campeonato de As Mariñas, celebrado a mediados del siglo XX, cuando todavía jugaba sus partidos como club federado en el campo de "A Ribeira", situado en la orilla del Río Mero y en la década de los 80, se alzó como ganador del Campeonato de Peñas de A Magdalena.